# Шауэрхаммер, Дитмар
Дитмар Шауэрхаммер (нем. Dietmar Schauerhammer, род. 12 августа 1955, Нойштадт-на-Орле) — восточногерманский бобслеист, разгоняющий, выступавший за сборную ГДР в 1980-е годы. Участник двух зимних Олимпийских игр, двукратный чемпион Сараево, чемпион мира и Европы.

## Биография
Дитмар Шауэрхаммер родился 12 августа 1955 года в городе Нойштадт-на-Орле, земля Тюрингия.
С юных лет увлёкся спортом, пошёл в лёгкую атлетику, в частности занимался пятиборьем и десятиборьем. Так, в составе восточногерманской сборной в 1977 году стартовал на Кубке Европы по легкоатлетическим многоборьям в Лилле, где закрыл десятку сильнейших личного зачёта и вместе со своими соотечественниками занял третьей место в командном зачёте. В 1979 году на домашнем Кубке Европы в Дрездене стал восьмым в личном зачёте и выиграл мужской командный зачёт.
Выступать в бобслее на профессиональном уровне начал в начале 1980-х годов под руководством пилота Вольфганга Хоппе, стал показывать неплохие результаты, попал в качестве разгоняющего в национальную команду ГДР. Так, уже в 1983 году выиграл бронзу на чемпионате мира в Лейк-Плэсиде.
В 1984 году Шауэрхаммера взяли защищать честь страны на Олимпийские игры в Сараево, спортсмен одержал победу в обеих дисциплинах, завоевав две золотые медали. На Играх 1988 года в Калгари вместе с Хоппе поднялся на вторую позицию и взял серебряную награду.
В общей сложности Дитмар Шауэрхаммер пять раз становился призёром чемпионатов мира, в том числе дважды был первым, один раз вторым и два раза третьим. Неоднократно побеждал на различных этапах Кубка мира, является двукратным чемпионом Европы, несколько раз занимал первые места национального первенства. Завершил карьеру профессионального спортсмена в конце 1980-х годов.